# トヴェリ市電
トヴェリ市電（ロシア語: Тверской трамвай）は、かつてロシア連邦（旧：ソビエト連邦）のトヴェリに存在した路面電車。1901年から運行していたが、ソビエト連邦の崩壊後は路線の縮小が進み、2018年11月14日をもって事実上廃止された。営業当時はトヴェリの市営企業であるPATP-1（МУП «ПАТП-1»）によって運営されていた。

## 歴史

最盛期（1990年代）の路線網

トヴェリの街に路面電車が開通したのはロシア帝国時代の1901年8月28日（旧暦15日）であった。当初はベルギー製の車両で運用され、軌間も狭軌を採用していたが、開業から数年後にロシアの鉄道車両メーカー（ムィティシ機械製造工場）製の電車が導入され、軌間もロシア革命後、トヴェリがソビエト連邦の街となって以降同国の標準軌となる軌間1,524 mm（広軌）に改められた。1931年には都市の名前がカリーニンに改称され、翌1932年からは貨物輸送も開始された。1940年の時点で市電はカリーニン市内全域を結んでいたが、第二次世界大戦中のナチス・ドイツによる占領や戦闘により路面電車は壊滅的な被害を受けた。

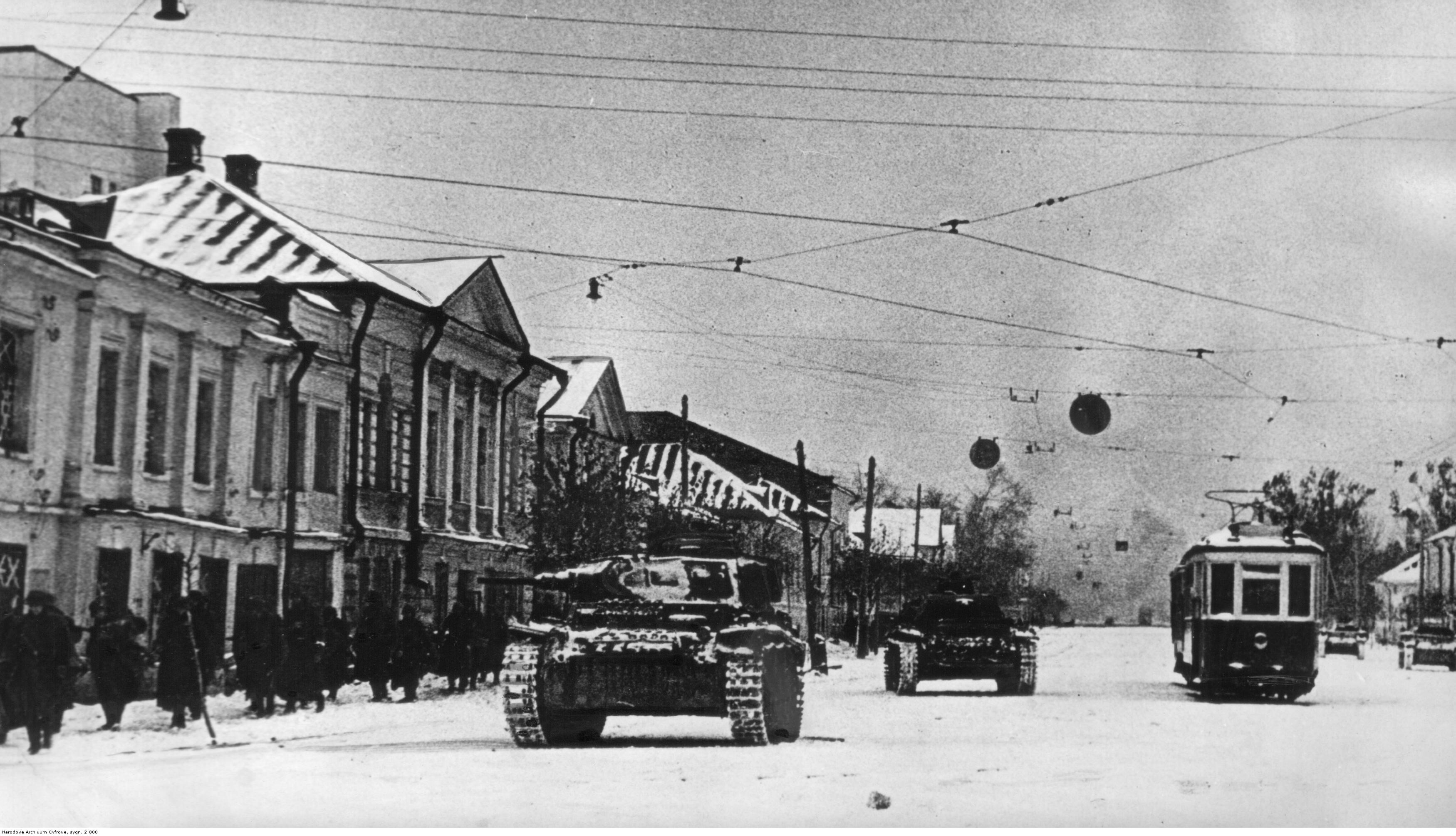
ナチス・ドイツ占領下のカリーニン市電（1941年撮影）

ナチス・ドイツからの解放直後の1942年から路面電車の運行は再開されたものの輸送力不足は深刻であり、新型車両の導入に加えて市電工場による戦災車両の復旧工事が実施され、路線網の再編も行われた。1967年からは従来の2軸車に代わってチェコスロバキア製の大型ボギー車であるタトラT3SUの大量導入が開始された一方、2軸車に合わせた軌道条件で建設された一部区間では速度制限が設けられた。その後も路線網の延伸は続き、ソビエト連邦の崩壊により都市名がトヴェリに戻された直後の1993年の時点では18系統の路面電車網が存在した。

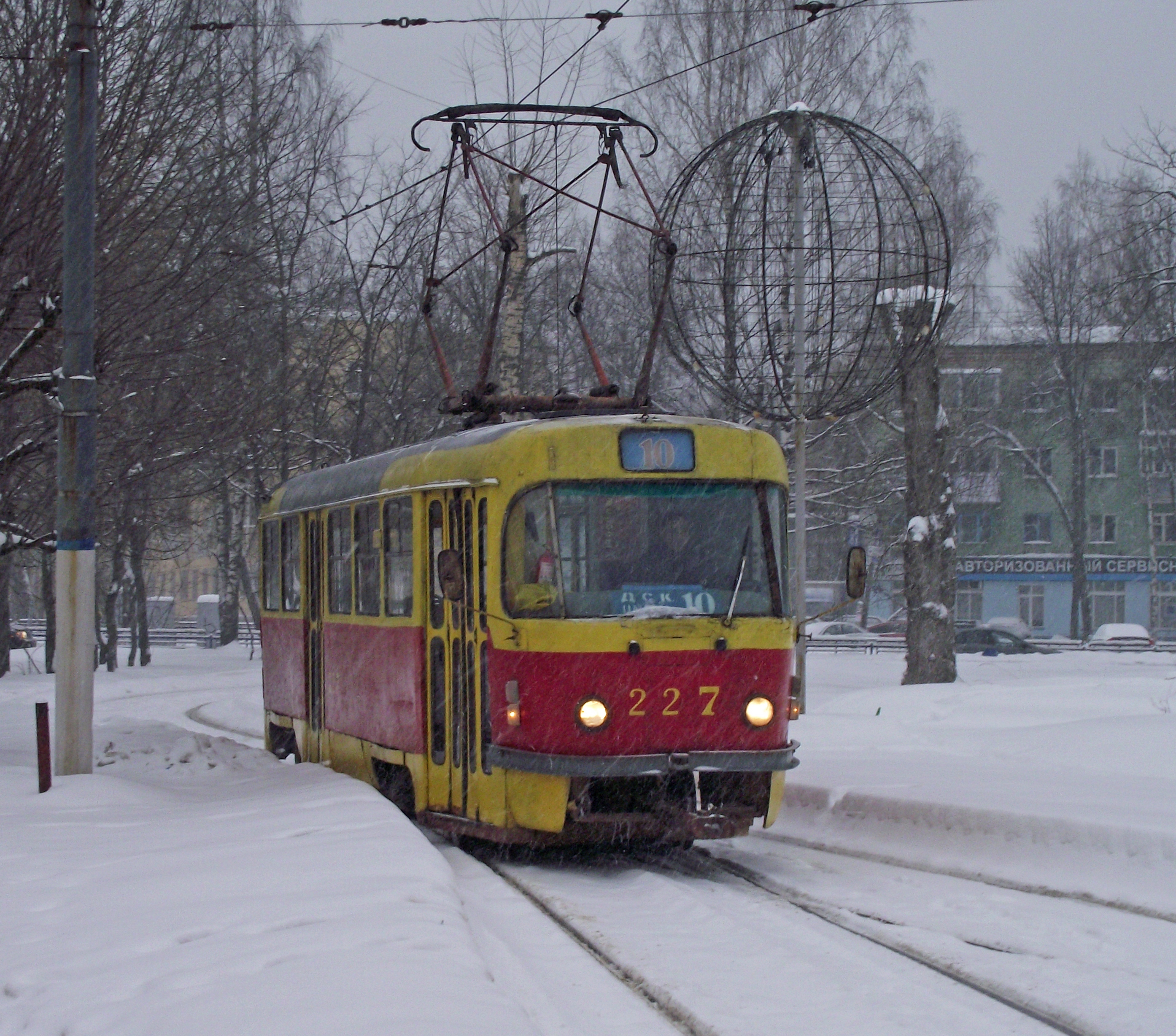
タトラT3SUは長期に渡って導入された（2010年撮影）

だが、1990年代以降市電の利用客は減少し、1997年に開通時から営業を続けていた1号線が廃止されたのを皮切りに、トヴェリ市電の路線網は縮小の一途を辿った。2014年の時点で路面電車に関する負債額は350万ルーブルに達し、路面電車やトロリーバスなどトヴェリ市内の公共交通機関を運営していた市営企業「PATP-1（МУП «ПАТП-1»）」が破産に追い込まれる事態となった。その後もライトレールの建設計画や超低床電車導入による近代化、路線の修繕が行われたが、2016年3月以降は1系統のみの運行となった。そして開業から107年目の2018年11月14日、最後まで残されていた5号線の運行が停止した。
この時点では「道路修理による休止」という名目であり運行再開も計画されていたが、翌2019年に路面電車従業員への解雇通知が出された事が報道され、トヴェリ市電の廃止が確定した。また、運行再開を目指して車庫に留置されていた一部車両についても同年以降解体が始まっている。ただし、交通機関の再編の一環として路面電車の復活が検討されている事から、状態が良好な車両については以降も車庫内で保管されている。

## 車両
トヴェリ市電廃止時に残存していた営業用車両の形式は以下の通り。一部車両は2019年の廃止決定以降も将来の復活を見込み車庫に保管されている。
- タトラT3SU - チェコスロバキア（現：チェコ）・ČKDタトラ製の電車。1960年代から1980年代まで長期に渡る導入が行われた[11]。
- 71-608 - ロシア連邦・ウスチ＝カタフスキー車両製造工場製の電車。1992年から1993年にかけて71-608Kが導入されたが2010年代初頭に全車廃車され、廃止時に使用されていたのは2016年にモスクワ市電から譲渡された71-608KMであった。廃止決定以降は解体が進んでいる[8][11]。
- 71-911 - ロシア連邦・PC輸送システムズ製の超低床電車。2015年から営業運転を開始し同形式初の導入路線となったが、制動装置を始めとする機器の不具合頻発により2017年以降運用を離脱していた[7][11][12]。

廃線時の車両
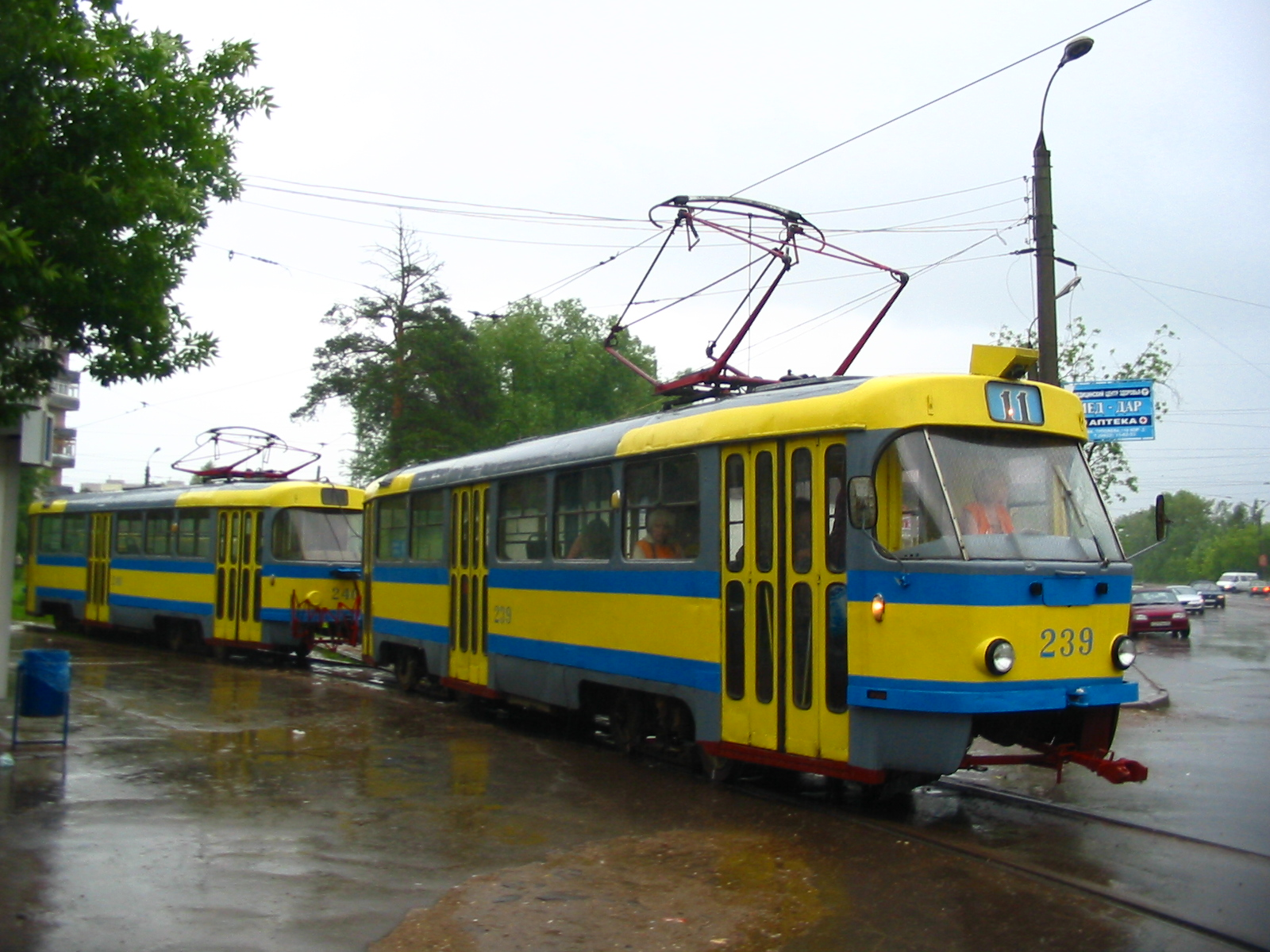
タトラT3SU（239）
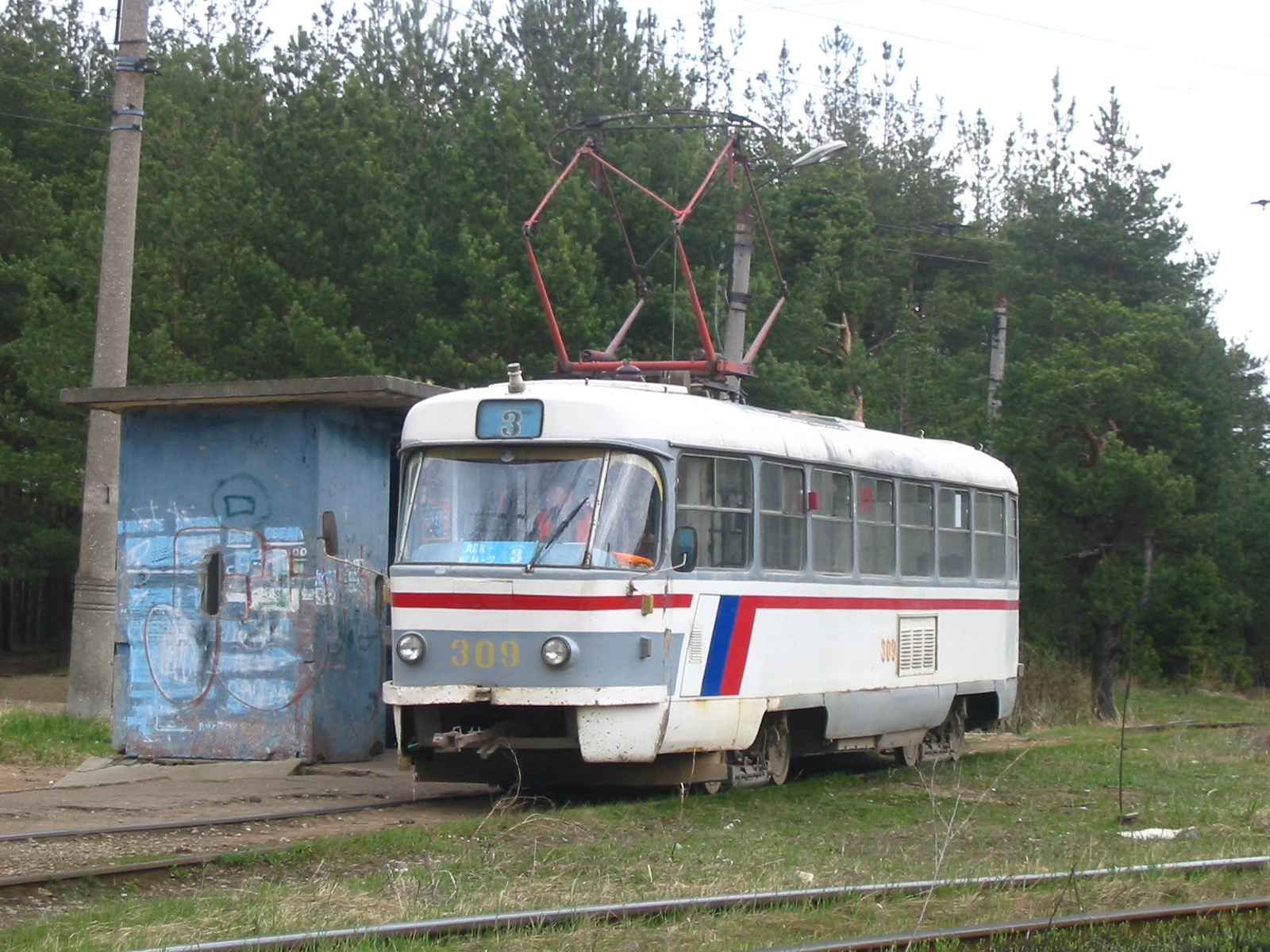
タトラT3SU（309）
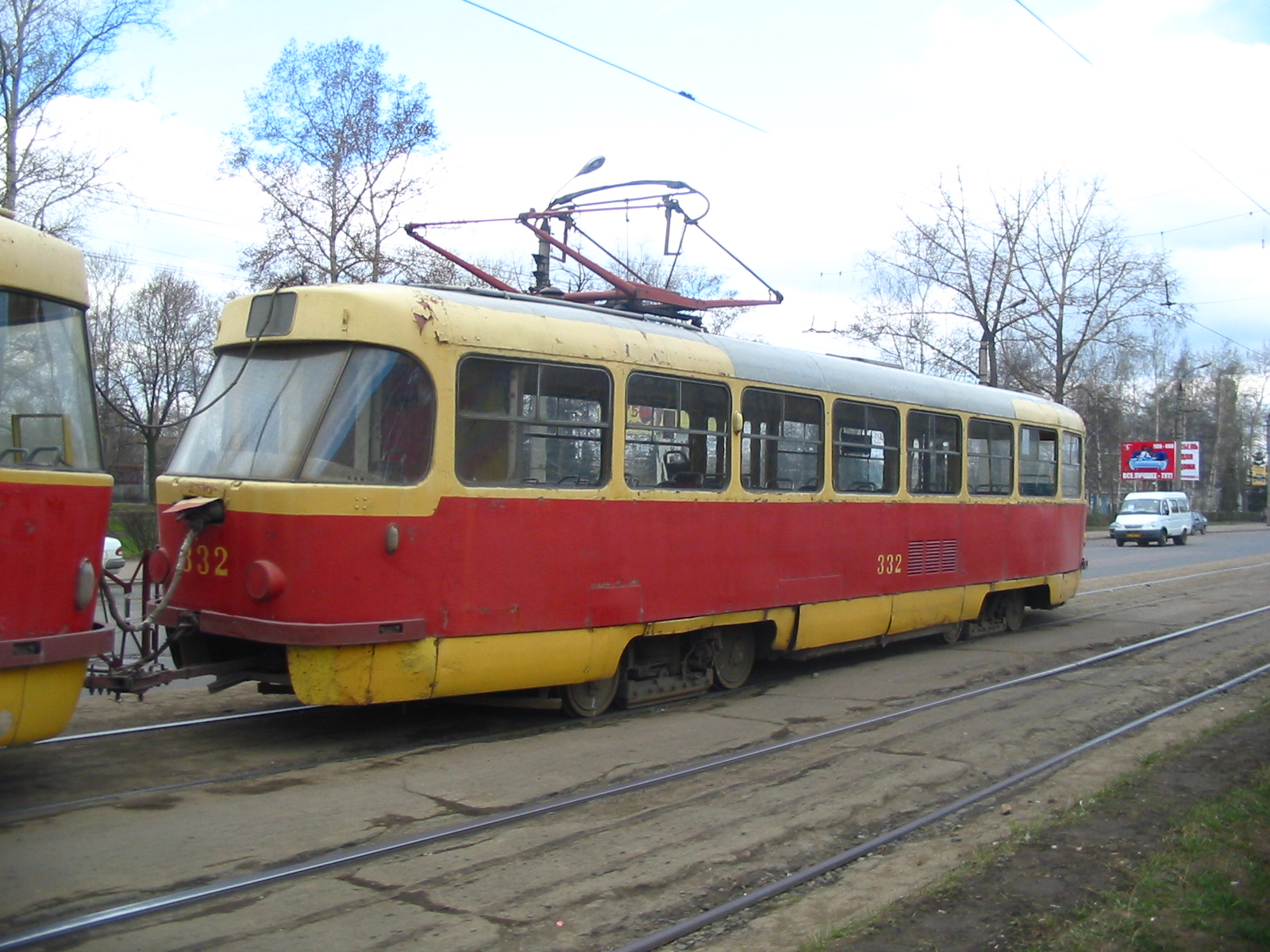
タトラT3SU（332）
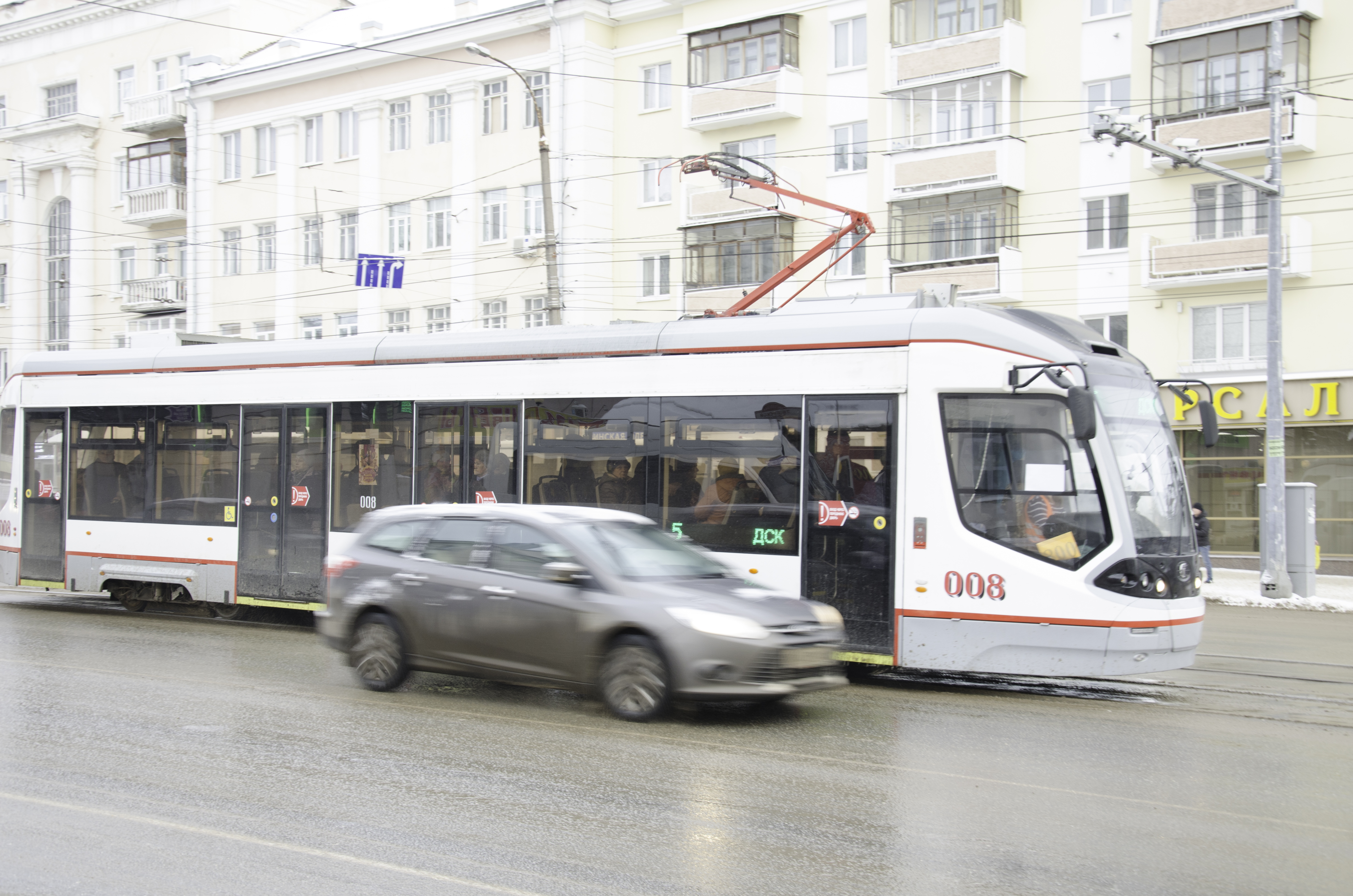
71-911（008）

過去の車両
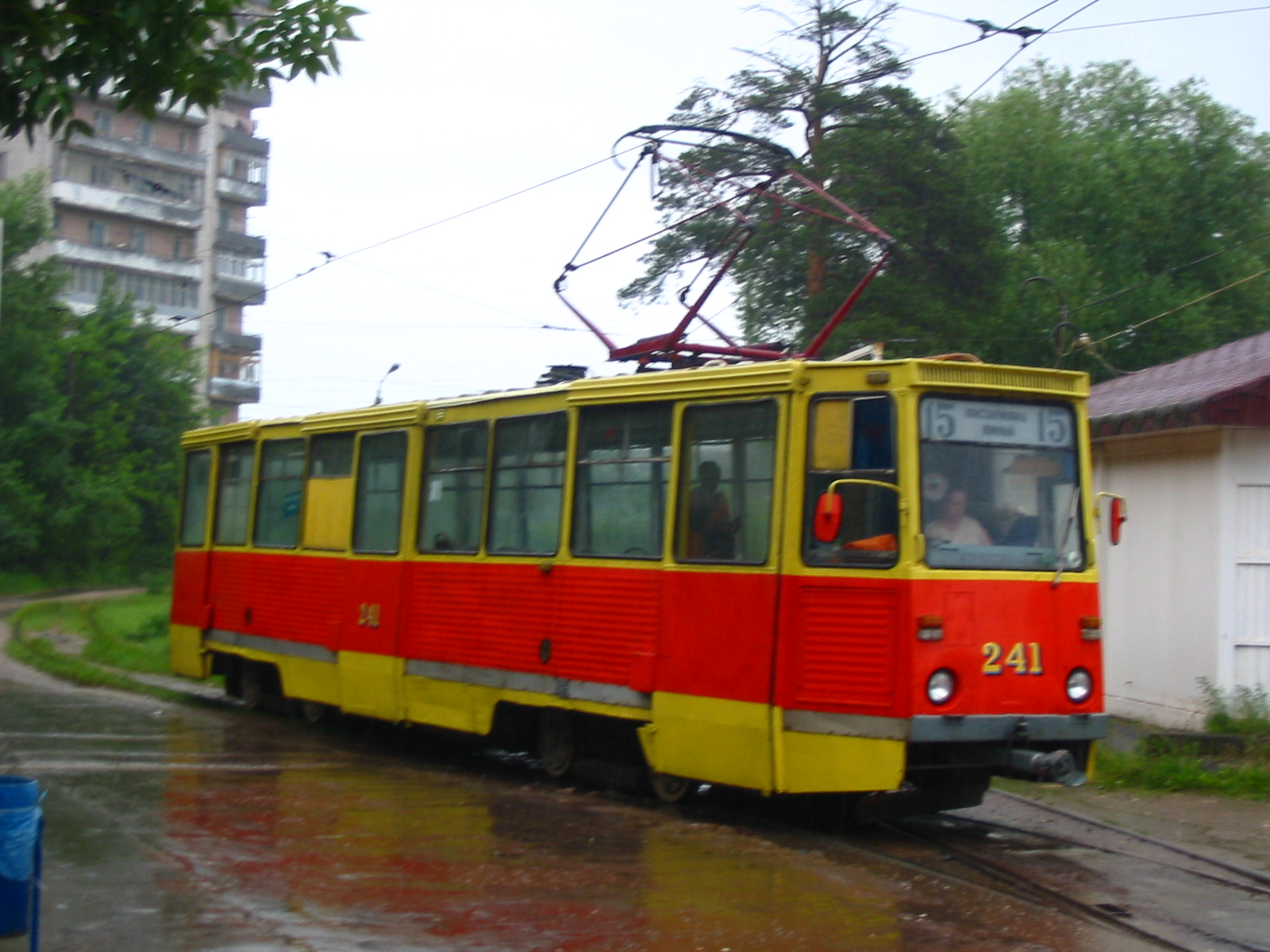
71-605（241）
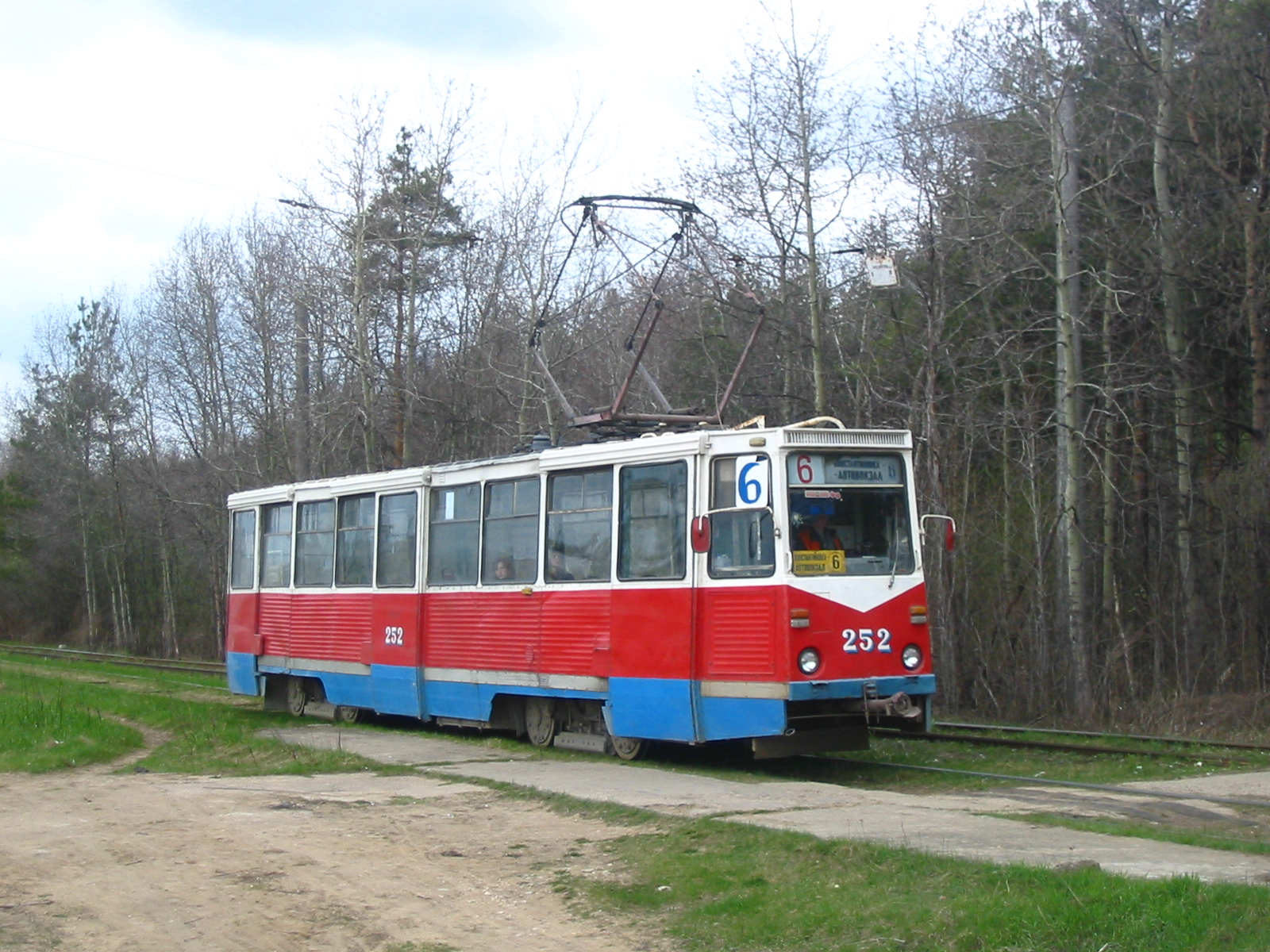
71-605（252）
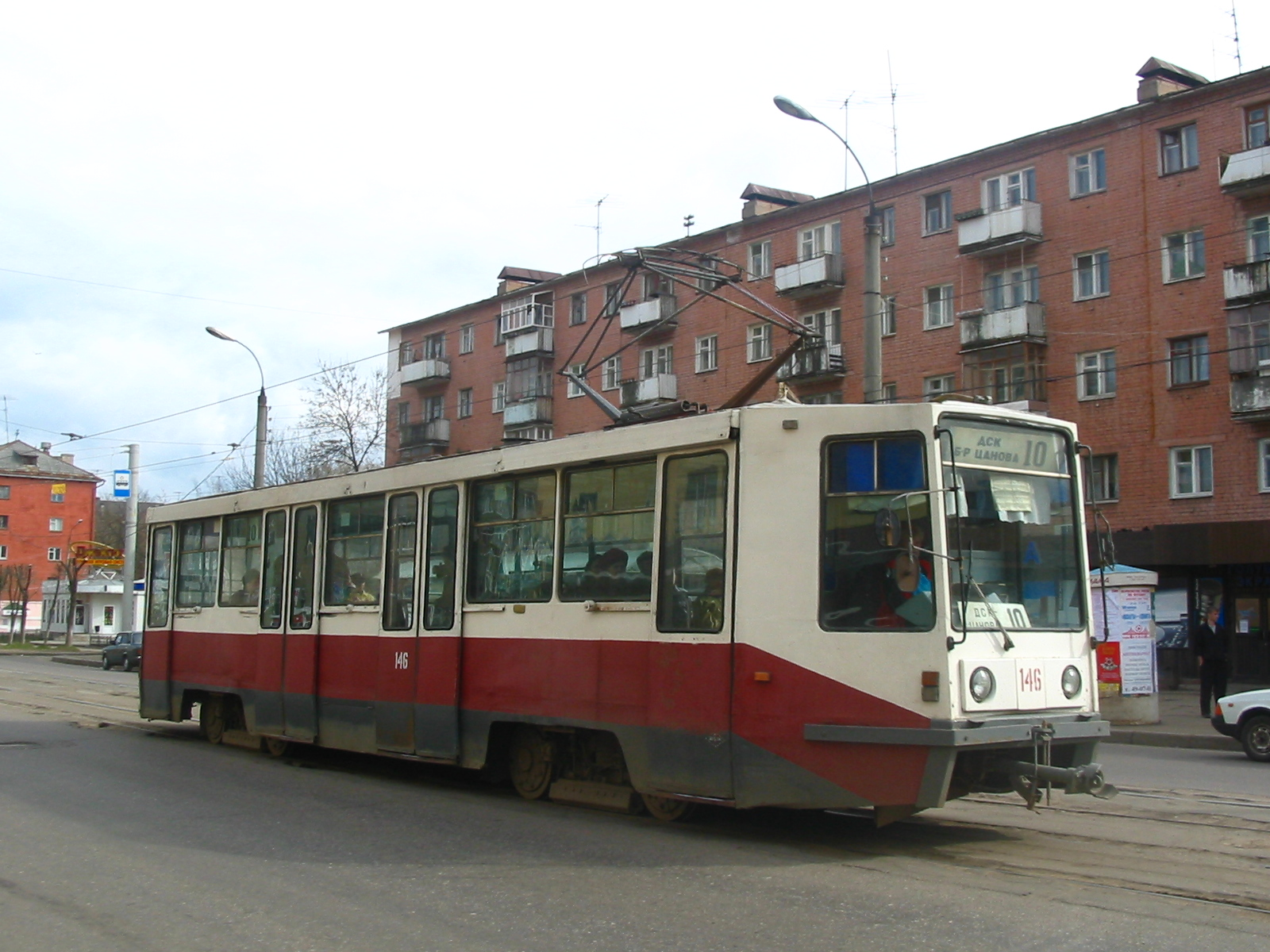
71-608K（146）
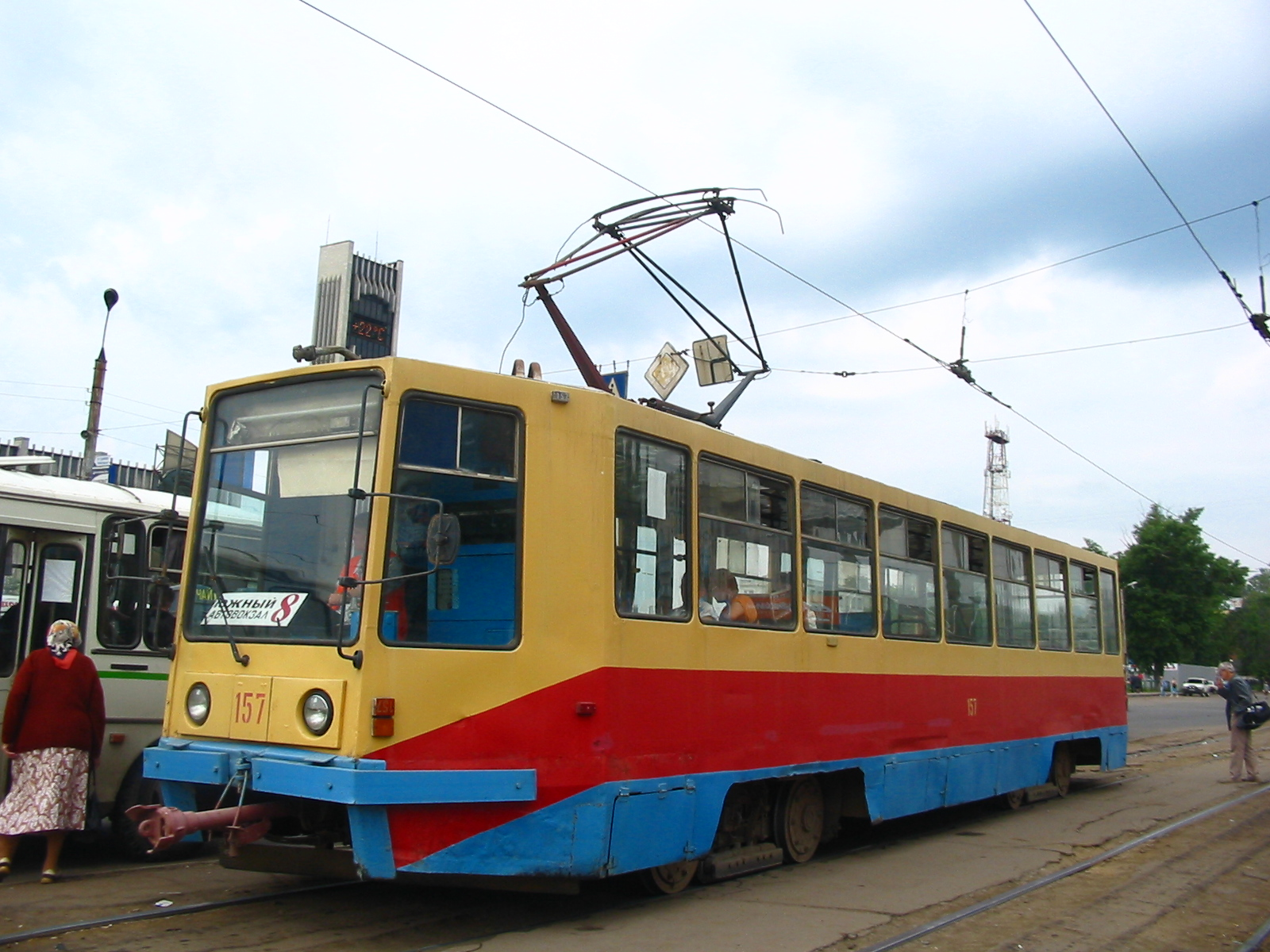
71-608K（157）
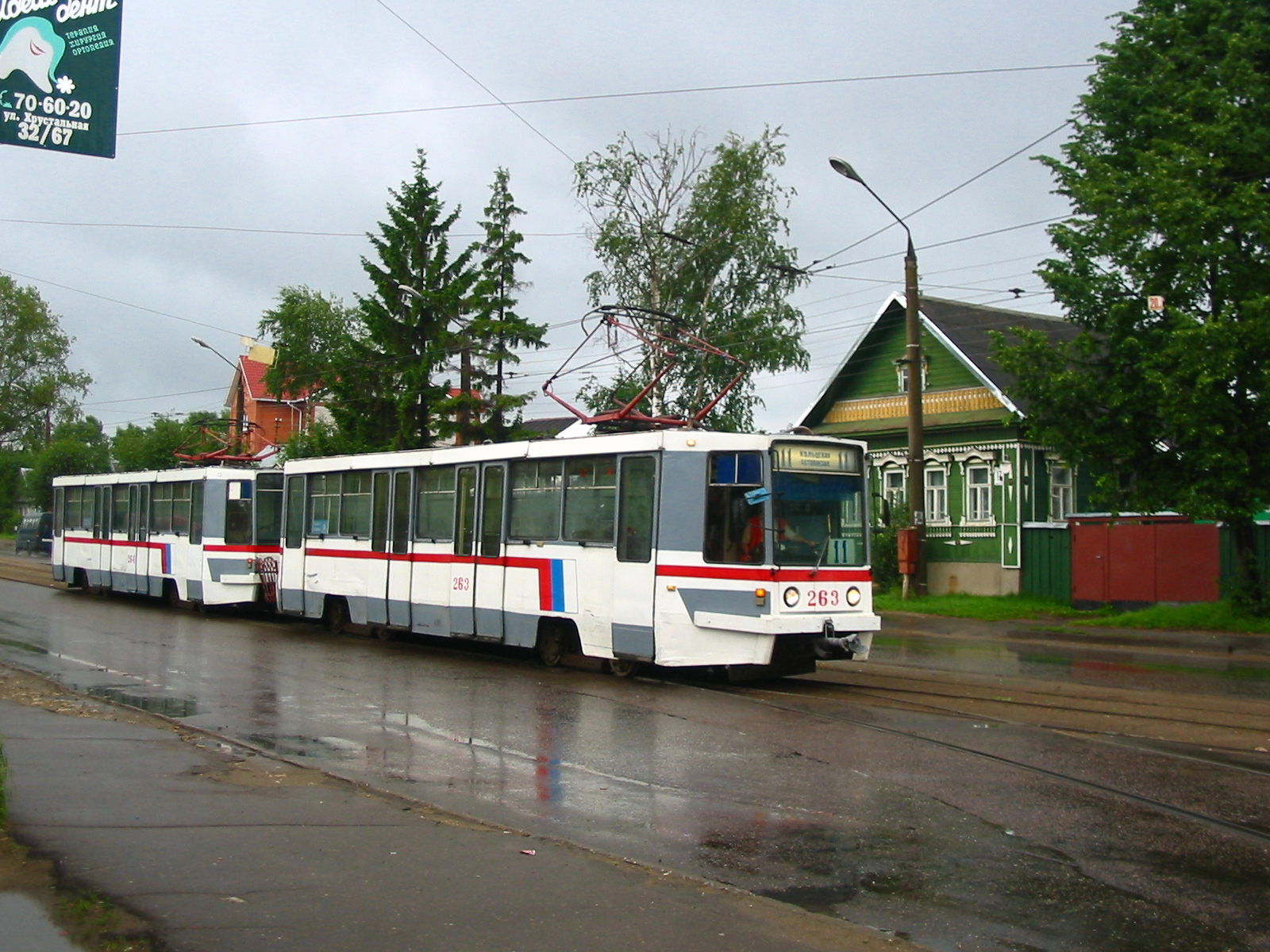
71-608K（263）
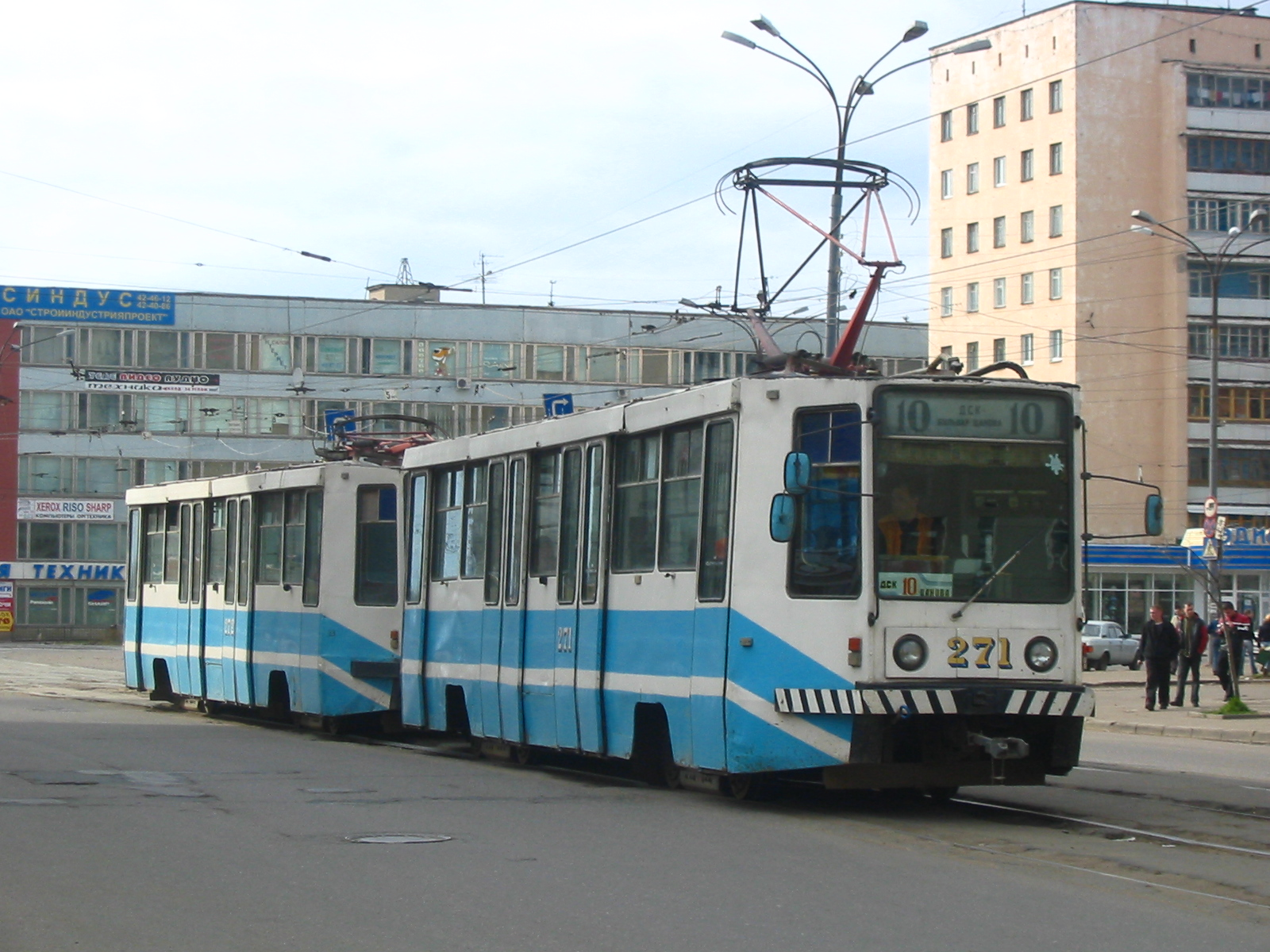
71-608K（271）
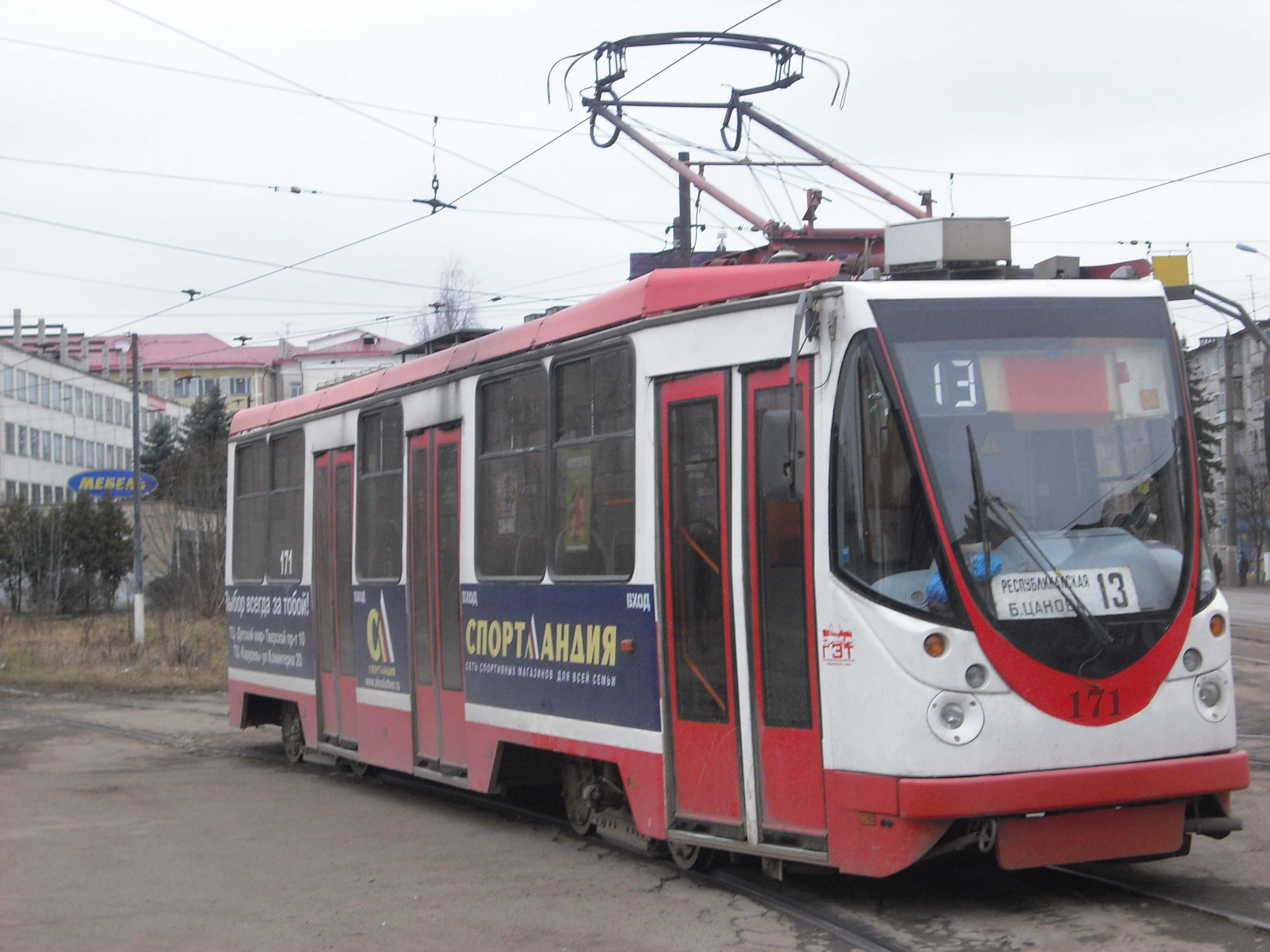
LM-99AVN（171）
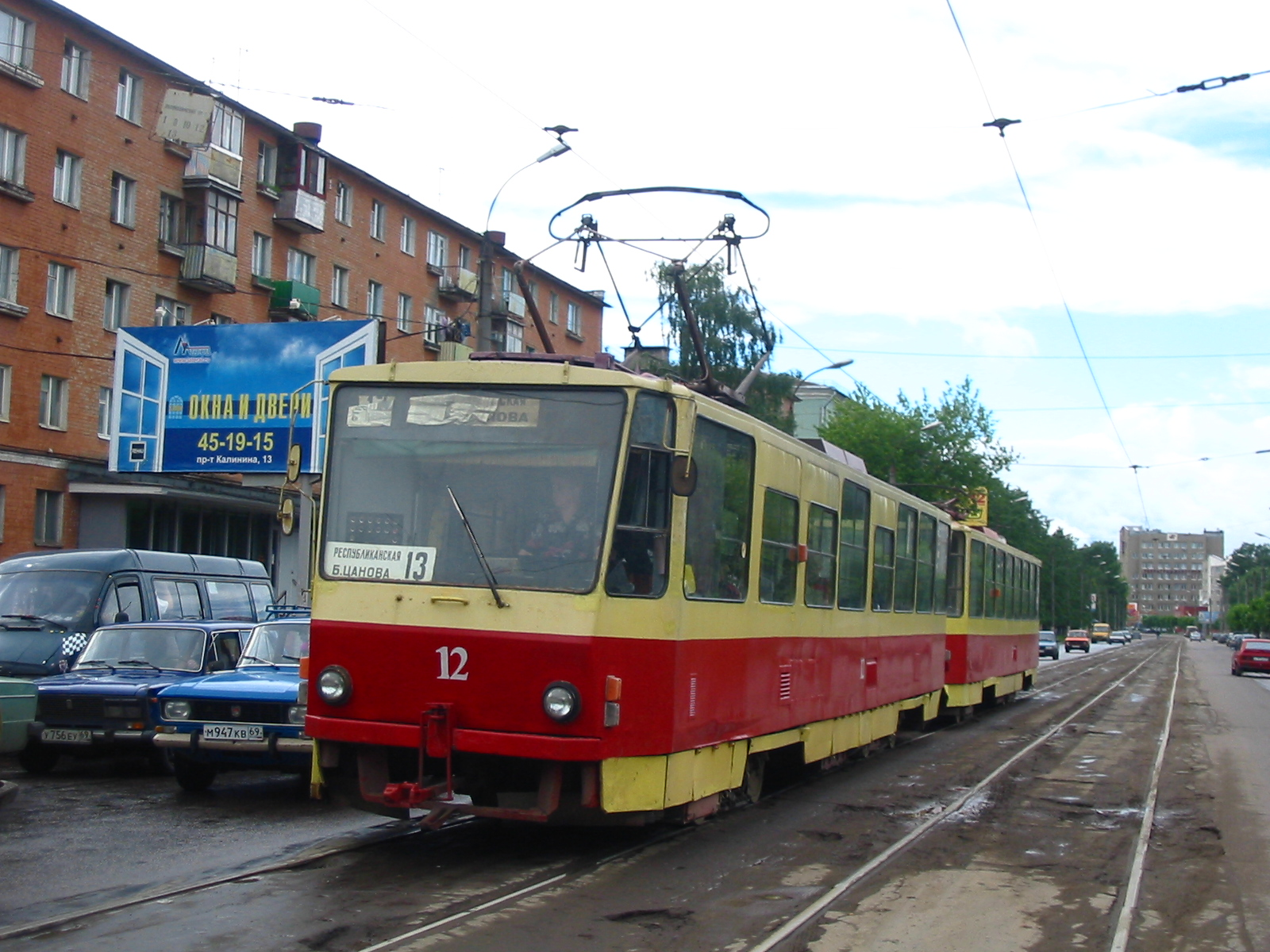
タトラT3M（12）
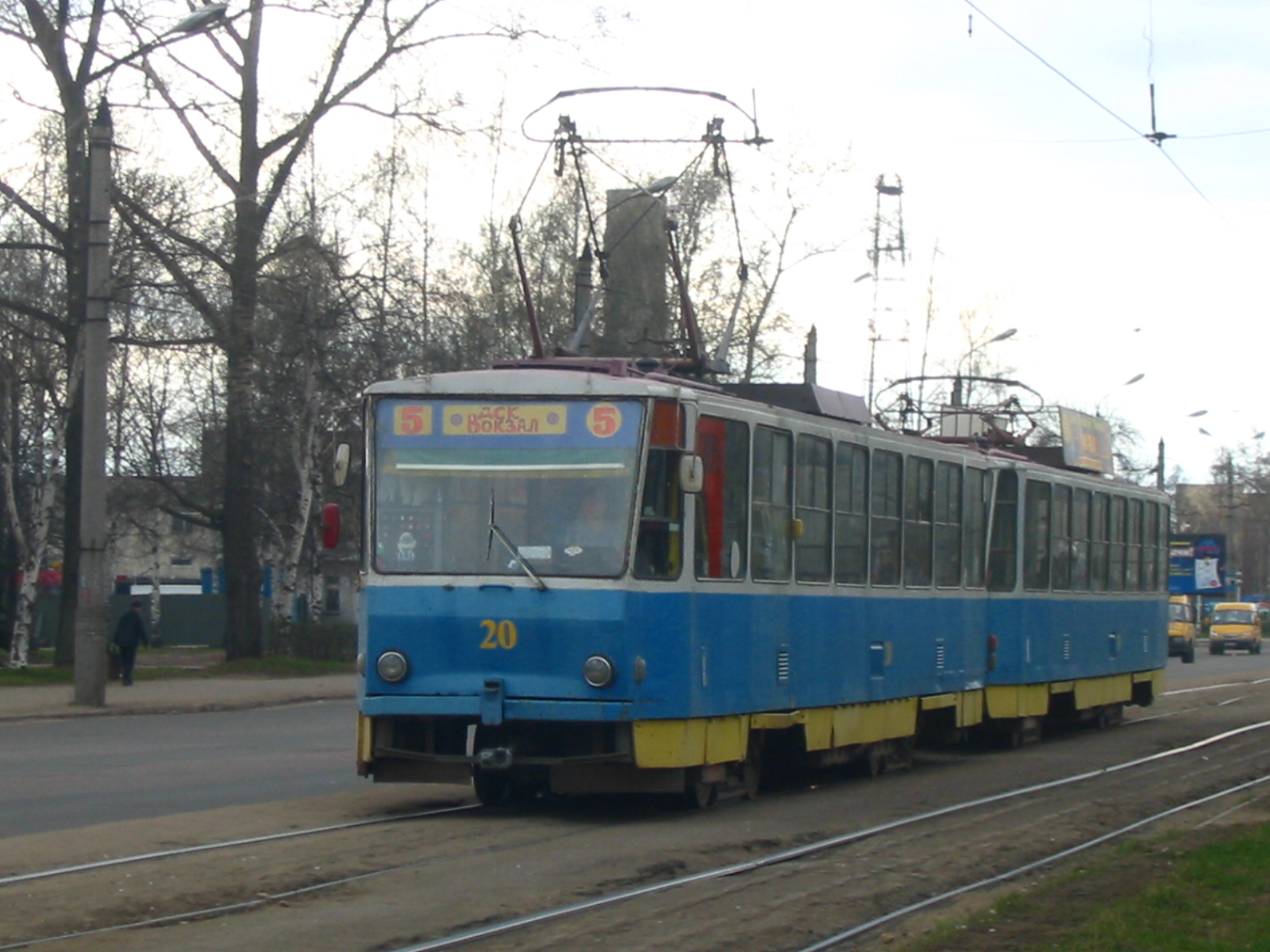
タトラT3M（20）